# Lomis
Lomis is een geslacht van kreeftachtigen uit de klasse van de Malacostraca (hogere kreeftachtigen).

## Soort
- Lomis hirta (Lamarck, 1818)